# Caroline Rhea
Caroline Gilchrist Rhea (Montréal, 13 aprile 1964) è un'attrice e conduttrice televisiva canadese.
È conosciuta principalmente per il suo ruolo di Zia Hilda in Sabrina, vita da strega.

## Biografia
Nasce a Montréal, in Québec (Canada), da Margery, commerciante di antiquari, e David Rhea, un ostetrico e ginecologo. Ha due sorelle, Cynthia e Celia. Ha frequentato The study, una scuola privata per ragazze a Westmount. Si è trasferita a New York nel 1989 per studiare commedia presso la New School for Social Research.

## Carriera
Caroline Rhea fa il suo debutto al cinema nel 1986 nel film Meatballs - Porcelloni in vacanza, dove appariva in alcune scene, nel film c'era anche Patrick Dempsey, non ancora famoso.
Dopo aver recitato in alcune serie Tv, come Pride & Joy (1995), nel 1996 diventa molto famosa come la zia Hilda di Sabrina, nella sitcom Sabrina, vita da strega. Sabrina è interpretata da Melissa Joan Hart e, l'altra zia, Zelda, da Beth Broderick.
Caroline recita nella serie fino alla fine nel 2003. Più precisamente ha fatto parte del cast fino al 2002 per poi tornare nell'ultima puntata nel 2003. Grazie a quel ruolo è diventata molto celebre.
Chiusa la serie l'attrice ha uno show tutto suo, il Caroline Rhea Show (2002-2003), chiuso dopo la prima stagione (32 puntate).
Nella sua carriera ha preso parte a molti film recitando con tanti attori di fama mondiale, Man on the Moon (1999) con Jim Carrey e Danny DeVito, Pronti alla rissa (2000) con David Arquette, Fuga dal Natale (2004) con Tim Allen e Jamie Lee Curtis, The Perfect Man (2005) con Hilary Duff e Heather Locklear e molti altri.
Nel 2000 è sta scelta dalla Disney per essere protagonista del film Mamma ha un appuntamento col vampiro, con Robert Carradine.
Nel 2008 è stata protagonista del film Fast Girl e nel 2009 con Amy Smart ha recitato in Love N' Dancing, suo ultimo impegno cinematografico.
In televisione, ha interpretato ruoli in Un angelo poco... custode (1997), La Tata (1998), Zack e Cody al Grand Hotel (2005-2006) e altre partecipazioni.
Dal 2007 al 2010 ha doppiato oltre 50 episodi della serie animata Phineas and Ferb.
Nel 2020 è tornata ad interpretare zia Hilda nella serie Le terrificanti avventure di Sabrina, in una sorta di crossover con la sitcom degli anni '90.

## Filmografia parziale

### Attrice

#### Cinema
- Meatballs - Porcelloni in vacanza (Meatballs III: Summer Job), regia di George Mendeluk (1986)
- Man on the Moon, regia di George Mendeluk (1999)
- Pronti alla rissa (Ready to Rumble), regia di Brian Robbins (2000)
- Fuga dal Natale (Christmas with the Kranks), regia di Joe Roth (2004)
- The Perfect Man, regia di Mark Rosman (2005)
- Fast Girl, regia di Daniel Zirilli (2008)
- Love N' Dancing, regia di Robert Iscove (2009)

#### Televisione
- Pride & Joy – serie TV, 6 episodi (1995)
- La tata (The Nanny) – serie TV, 1 episodio (1998)
- Invito a cena con vampiro (Mom's Got a Date with a Vampire), regia di Steve Boyum – film TV (2000)
- Sabrina, vita da strega (Sabrina, the Teenage Witch) – serie TV, 142 episodi (1996-2003)
- On the Edge, regia di Anne Heche, Mary Stuart Masterson, Helen Mirren e Jana Sue Memel – film TV (2001)
- Caroline Rhea Show – show (2002-2003)
- Zack e Cody al Grand Hotel (The Suite Life of Zack and Cody) – serie TV, 3 episodi (2005-2006)
- Baby Daddy – serie TV, episodio 2x07 (2012)
- Manhattan Love Story – serie TV, 1 episodio (2014)
- Maron – serie TV, 1 episodio (2014)
- 2 Broke Girls – serie TV, episodio 4x22 (2015)
- The Grinder – serie TV, 1 episodio (2016)
- Sydney to the Max – serie TV, 62 episodi (2019-2021)
- Il Natale di Mrs. Miracle, regia di Ruby J. Munro – film TV (2021)
- Le terrificanti avventure di Sabrina (Chilling Adventures of Sabrina) – serie TV, 2 episodi (2020)

### Doppiatrice
- Santa Claus va in pensione – film TV (2001)
- Phineas e Ferb – serie TV, 166 episodi (2007-2015)
- Phineas e Ferb: Il film - Nella seconda dimensione – film TV (2011)
- Phineas e Ferb: Il film - Candace contro l'Universo – film d'animazione (2020)

## Doppiatrici italiane
Nelle versioni in italiano delle opere in cui ha recitato, Caroline Rhea è stata doppiata da:
- Chiara Salerno in Sabrina, vita da strega, Le terrificanti avventure di Sabrina
- Cristina Noci in Pronti alla rissa
- Paola Giannetti in The Perfect Man
- Francesca Guadagno in Sydney to the Max

Da doppiatrice è sostituita da:
- Antonella Rinaldi in Phineas e Ferb, Phineas e Ferb: Il film - Nella seconda dimensione, Phineas e Ferb: Il film - Candace contro l'Universo